# Вайс, Сергей Александрович
Сергей Александрович Вайс (11 мая 1923, Армавир — 6 июля 1943, Таганрог) — член таганрогской антифашистской подпольной организации.

## Биография
Сын венгерского эмигранта. Окончил таганрогскую школу № 2 им. А. П. Чехова.
Работал газосварщиком и руководителем авиамодельного кружка в городском Дворце пионеров.
В 1942 году был угнан в Германию. Бежал. Вернувшись в Таганрог, активно включился в борьбу с немецкими оккупантами. Был заместителем руководителя группы, специализировавшейся на разведке и контрразведке. Имел псевдоним Виталий. Участвовал в диверсионных актах против оккупантов. При переходе линии фронта был схвачен. При попытке бежать был ранен и арестован. После допросов и пыток расстрелян.
Был награждён орденом Отечественной войны II степени посмертно.

## Источник
- Ревенко Л. В. Сергей Александрович Вайс // Таганрог. Энциклопедия. — Таганрог: Антон, 2008. — С. 247. — ISBN 978-5-88040-064-5.